# Giuseppe Raddi
Giuseppe Raddi (Florència, 9 de juliol de 1770; illa de Rodes, 6 de setembre de 1829) va ser un botànic italià.

## Biografia
Raddi va obtenir un lloc de treball al Museo di Storia Naturale di Firenze. Ferdinand III, Gran Duc de Toscana va ser el seu patrocinador i el 1817 l'envià al Brasil per estudiar les criptògames d'aquell país. Raddi explorà la conca de l'Orinoco i l'Amazones i formà una col·lecció d'animals i plantes.
El 1828 va ser nomenat memnre de la comissió que va estudiar els jeroglífics d'Egipte sota la direcció de Champollion, però emmalaltí i morí a Rodes quan tornava a Florència.
A més de la botànica va descobrir i estudiar noves espècies de rèptils endèmics del brasil.

## Obres
Les seves obres inclouen Crittogame Brasiliane (2 vols., Florència, 1822) i Plantarum Brasiliensium nova genera et species novae vel minus cognitae on descriu 156 noves espècies de falgueres, etc. (1825).